# Петар Лоша
Петар Лоша (алб. Pjetër Losha, умро 1374) био је арбанашки обласни господар у Српском царству у 14. веку. После пада породице Орсини у Епиру, српски племићи су поделили њихове територије између себе и албанских владара који су подржавали српску кампању. На југу српског царства су тада формиране две области којима су владали албански владари, Петар Лоша и Ђин Буа Спата. Област Петра Лоше имала је средиште у Арти. После смрти Петра Лоше 1374. године, две албанске области су уједињене под влашћу Ђин Буа Спате.